# Asociația de Fotbal a Insulelor Cook
Asociația de fotbal a Insulelor Cook este forul conducător oficial al fotbalului în Insulele Cook. Este afiliată la FIFA și la OFC din 1994.